# العلاقات البريطانية الزيمبابوية
العلاقات البريطانية الزيمبابوية هي العلاقات الثنائية التي تجمع بين المملكة المتحدة وزيمبابوي.

## مقارنة بين البلدين
هذه مقارنة عامة ومرجعية للدولتين:
| وجه المقارنة                                              | المملكة المتحدة                 | زيمبابوي |
| --------------------------------------------------------- | ------------------------------- | --- |
| المساحة (كم2)                                             | 242.50 ألف                      | 390.76 ألف |
| عدد السكان (نسمة)                                         | 66.02 مليون                     | 16.53 مليون |
| الكثافة السكانية (ن./كم²)                                 | 272.25                          | 42.3 |
| العاصمة                                                   | لندن                            | هراري |
| اللغة الرسمية                                             | لغة إنجليزية، اللغة الويلزية    | لغة إنجليزية، اللغة الشونا، النديبيلية الشمالية ‏، لغة الشيشيوا، Barwe ‏، Kalanga language ‏، Tshwa language ‏، النداو ‏، اللغة التسونجا، لغة الإشارة الزيمبابوية ‏، اللغة السوتية، تونغا ‏، اللغة التسوانية، اللغة الفيندية، اللغة الكوسية |
| العملة                                                    | جنيه إسترليني                   | دولار أمريكي |
| الناتج المحلي الإجمالي (بليون دولار)                      | 2.62 تريليون                    | 17.85 مليار |
| الناتج المحلي الإجمالي (تعادل القوة الشرائية) بليون دولار | 2.72 تريليون                    | 27.88 مليار |
| الناتج المحلي الإجمالي الاسمي للفرد دولار أمريكي          | 43.88 ألف                       | 924 |
| الناتج المحلي الإجمالي للفرد دولار أمريكي                 | 40.23 ألف                       | 1.79 ألف |
| مؤشر التنمية البشرية                                      | 0.907                           | 0.509 |
| رمز المكالمات الدولي                                      | +44                             | +263 |
| رمز الإنترنت                                              | .uk، .gb                        | .zw |
| المنطقة الزمنية                                           | توقيت غرينيتش، توقيت غرب أوروبا | ت ع م+02:00 |

## مدن متوأمة
في ما يلي قائمة باتفاقيات التوأمة بين مدن بريطانية وزيمبابوية:
- ترتبط ميدلزبرة مع ماسفينغو باتفاقية توأمة.
- ترتبط نوتنغهام مع هراري باتفاقية توأمة منذ 1969.
- ترتبط ستيفينيدج [الإنجليزية]‏ مع كادوما [الإنجليزية]‏ باتفاقية توأمة منذ 1963.
- ترتبط أبردين مع بولاوايو باتفاقية توأمة منذ 1955.
- ترتبط باكيستون مع هراري باتفاقية توأمة.

## منظمات دولية مشتركة
يشترك البلدان في عضوية مجموعة من المنظمات الدولية، منها:
| علم المنظمة | اسم المنظمة                               | تاريخ انضمام المملكة المتحدة | تاريخ انضمام زيمبابوي |
| ----------- | ----------------------------------------- | ---------------------------- | --------------------- |
|             | مؤسسة التنمية الدولية                     | 24 سبتمبر 1960               | 29 سبتمبر 1980        |
|             | الأمم المتحدة                             | 24 أكتوبر 1945               | 25 أغسطس 1980         |
|             | منظمة التجارة العالمية                    | 1995                         | ?                     |
|             | منظمة الشرطة الجنائية الدولية             | ?                            | ?                     |
|             | المركز الدولي لتسوية المنازعات الاستشارية | 18 يناير 1967                | 19 يونيو 1994         |
|             | الاتحاد الدولي للاتصالات                  | 24 فبراير 1871               | 10 فبراير 1981        |
|             | الفريق المعني برصد الأرض                  | ?                            | ?                     |
|             | البنك الدولي للإنشاء والتعمير             | 27 ديسمبر 1945               | 29 سبتمبر 1980        |
|             | الاتحاد البريدي العالمي                   | ?                            | ?                     |
|             | منظمة حظر الأسلحة الكيميائية              | ?                            | ?                     |
|             | مؤسسة التمويل الدولية                     | 20 يوليو 1956                | 29 سبتمبر 1980        |
|             | البنك الإفريقي للتنمية                    | ?                            | ?                     |
|             | وكالة ضمان الاستثمار متعدد الأطراف        | 12 أبريل 1988                | 10 أبريل 1992         |
|             | يونسكو                                    | 4 نوفمبر 1946                | 22 سبتمبر 1980        |

## أعلام
هذه قائمة لبعض الشخصيات التي تربطها علاقات بالبلدين:
- أرشيبالد ويلسون (1 مايو 1921 – 4 يوليو 2014)
- أليستير كامبل (23 سبتمبر 1972 – )
- أندرو باتيسون (لاعب كرة مضرب جنوب أفريقي، 30 يناير 1949 – )
- باول هاريس (لاعب كركيت جنوب أفريقي، 2 نوفمبر 1978 – )
- بيتر جودوين (4 ديسمبر 1957[23] – )
- جيميليا (11 يناير 1981 – )
- دوريس ليسينغ (22 أكتوبر 1919[24][25][26] – 17 نوفمبر 2013[24][25][26])
- دونكان فليتشير (لاعب كركيت جنوب أفريقي، 27 سبتمبر 1948 – )
- ديفيد هوتون (لاعب كركيت جنوب أفريقي، 23 يونيو 1957 – )
- روي بينيت (سياسي زيمبابوي، 16 فبراير 1957 – 18 يناير 2018)
- كورك بالينغتون (متسابق دراجات نارية جنوب أفريقي، 10 أبريل 1951 – )
- كيفن أولييت (لاعب كرة مضرب زيمبابوي، 23 مايو 1972 – )
- ماثيو كوين (منافِس أوليمبي جنوب أفريقي، 17 أبريل 1976 – )
- مايكل ووكر، بارون ووكر من ألدرينغهام (7 يوليو 1944 – )
- نايجل لامب (17 أغسطس 1956 – )

## وصلات خارجية
- موقع وزارة الخارجية البريطانية
- موقع وزارة الخارجية الزيمبابوية